# Биджосян, Армен Робертович
Армен Робертович Биджосян (род. 13 июня 1977) — российский самбист, чемпион и призёр чемпионатов России, призёр чемпионатов Европы и мира, обладатель Кубка мира, Заслуженный мастер спорта России.

## Спортивные результаты
- Чемпионат России по самбо 1996 года — ;
- Чемпионат России по самбо 1997 года — ;
- Чемпионат России по самбо 1998 года — ;
- Чемпионат России по самбо 1999 года — ;
- Чемпионат России по самбо 2001 года — ;
- Чемпионат России по самбо 2009 года — ;